# Ludgeřovice
Ludgeřovice (in polacco Ludgierzowice, in tedesco Ludgierzowitz) è un comune della Repubblica Ceca facente parte del distretto di Opava, nella regione della Moravia-Slesia.

## Amministrazione

### Gemellaggi
- Tisovec
- Putnok
- Nowy Żmigród